# Болюс (глина)
Болюс (фр. bolus, через итал. bolus от лат. bolus — лакомый, сочный кусок) — мелкозернистая железистая глина жёлтого, оранжевого или красно-коричневого оттенка, иначе: левкасная глина, лемносская земля. Иногда болюс неверно называют «армянским камнем» — это название следует относить к ляпис-лазури (армениум — краска ярко-синего цвета).
Глину «болюс» с древности использовали для изготовления керамических сосудов: так называемой аретинской керамики и изделий терра сигиллата, для приготовления минеральных красок и в технике золочения металлических изделий. В последнем случае глина болюс служит грунтовкой в виде пасты в смеси с клеем, которая фиксирует сусальное золото на обрабатываемом предмете.
В искусстве керамики цветную глину, в том числе болюс, используют в качестве ангоба. С XVI века болюс применяли в живописи. При соединении с масляными связующими веществами глина образует удобный, эластичный и прочный красно-коричневый грунт, также получивший название болюса. Такой грунт в отличие от гипсово-клеевого белого грунта придаёт теплоту и насыщенность тона в тенях, что особенно ценили живописцы болонской школы, а затем и многие художники академического направления XVII—XIX веков. По такому грунту тени писали лессировками. Коричневый грунт использовал А. Ван Дейк, по болюсным грунтам писали Д. Веласкес и Б. Э. Мурильо.
Болюс используют в текстильном производстве в качестве поглотителя жиров; как пищевой краситель. Болюс ранее употреблялся в кулинарии ряда национальных кухонь (греческой, ассирийской, армянской, египетской), а в настоящее время используется во французской, испанской, португальской кухнях для подкрашивания пищи, иногда для усиления вязкости некоторых блюд.